# Karsten Greve
Karsten Greve (* 15. September 1946 in Dahme/Mark) ist ein deutscher Kunsthändler und Verleger. Er betreibt unter dem Namen Galerie Karsten Greve Kunstgalerien in Köln, St. Moritz, Paris und ehemals Mailand, deren Programm von der internationalen Nachkriegsavantgarde, zeitgenössischer Kunst und Fotografie definiert wird.
Greve erschien 2014 in Artnet News’ Most Admired Art Dealers Liste und wurde 2012 als auch 2013 in Blouin's Art + Auction Power 100 List aufgeführt. Er wird als einer der einflussreichsten europäischen Kunsthändler bezeichnet.

## Leben und Karriere
Karsten Greve wurde Dahme/Mark geboren. Er verbrachte seine Schulzeit in Berlin und Siegen und studierte Jura und Kunstgeschichte an der Universität zu Köln, der Universität Lausanne und der Universität Genf. Als Student begann er seine eigene Kunstsammlung aufzubauen und erwarb sein erstes Cy-Twombly-Gemälde im Jahr 1966. Im Alter von 23 hatte er Werke von Cy Twombly, Joseph Beuys, Lucio Fontana, Yves Klein, Willem de Kooning, Joseph Cornell, und Jannis Kounellis erworben. Gemeinsam mit Rolf Möllenhof (* 1939, Chemnitz) betrieb er 1970 die Möllenhof/Greve Galerie. 1972 wurde er alleiniger Eigentümer der Galerie Karsten Greve, damals noch im Galeriehaus Köln Lindenstraße gelegen. Er eröffnete die Galerie mit einer dem Künstler Yves Klein gewidmeten Einzelausstellung, in deren Mittelpunkt die Anthropometry Werkreihe stand. Greve eröffnete 1989 eine zweite Galerie in Paris, 1994 eine dritte Galerie in Mailand (2002 geschlossen) und 1999 einen vierten Standort in St. Moritz.
Karsten Greve sammelt Design Möbel von Robert Mallet-Stevens, Le Corbusier und Pierre Chareau. Er erwarb einen Teil des rue Mallet-Stevens Hôtel Martel. Er ist verheiratet und Vater von drei Kindern.

## Bedeutung in der Kunstwelt
Karsten Greve war einer der ersten Galeristen, die in den 1980er Jahren einen Ausstellungsraum im Marais Viertel von Paris eröffneten. Er war der erste Galerist, der eine Galerie in St. Moritz eröffnete.
Während seiner 40-jährigen Karriere als Kunsthändler trug Karsten Greve maßgeblich zur internationalen Anerkennung von Künstlern wie Louise Bourgeois – als einer der ersten der sie in Europa ausstellte – John Chamberlain, Lucio Fontana, Jannis Kounellis, Piero Manzoni und Cy Twombly bei. Bis zu zwei Drittel der Werke, die auf dem Markt zu finden sind, wurden ursprünglich von ihm verkauft. Seine enge Freundschaft zu den Künstlern diente hierbei als Basis für das Galerieprogramm, welches von der internationalen Nachkriegsavantgarde bestimmt ist.
Karsten Greve über seine erste Begegnung mit Cy Twombly: „It was 1969. I was 23 and had just opened a gallery in Cologne. He was living in Rome, in a 16th-century palace that had no names on the door. I eventually figured out where he lived. I went to his apartment a couple of times and rang the bell but he never answered. Eventually, he heard from others that a crazy young German wanted to meet him and he let me in.“
Greve hat für seine kuratierten Messepräsentationen und museale Ausstellungsqualität weitreichende Anerkennung erlangt ebenso wie für seine Fähigkeit, die Relevanz von Künstlern und ihrem Œuvre zu erkennen, bevor sie internationale Bekanntheit erreichen. Bei der 1996 Sao Paulo Biennale kuratierte Karsten Greve eine Cy Twombly gewidmete Einzelausstellung. Von 1997 bis 2003 war er Vorsitzender des Art Cologne Zulassungsausschusses. Ebenfalls war er Mitglied des Art Basel Selection Committee sowie der FIAC Jury.
Greve ist Träger des Ordine al Merito della Rebubblica Italiana (Cavaliere Ufficiale), welcher ihm im Dezember 1998 verliehen wurde.

## Philanthropie
Karsten Greve unterstützt den Jüdischen Nationalfonds (קרן קימת לישראל, Keren Kayemet LeYisrael) in seinen Umweltschutz und Aufforstungs-Projekten. 2013 wurde bekannt, dass Karsten Greve für den Anbau des geplanten neuen Deutschen Romantik-Museum in Frankfurt am Main eine Mio. Euro spendete, nachdem die Stadt Frankfurt überraschend aus dem Kreis der Geldgeber ausschied; seither galt er als Lokomotive der Spendeninitiative für den Bau des Literaturmuseums, welches voraussichtlich 2018 eröffnet wird. Er beteiligte sich 2015 an der Stiftung der Skulptur Usagi Kannon von Leiko Ikemura an das Museum für Ostasiatische Kunst in Köln. Karsten Greve schenkte dem Kölner Museum Ludwig die Lucio Fontana Skulptur Natura sowie dem Museum für Angewandte Kunst in Köln Pierre Chareau Möbel.